# Thomas Geldmacher
Thomas Geldmacher (* 23. Juni 1961 in Kitchener, Ontario) ist ein ehemaliger deutsch-kanadischer Eishockeyspieler. 

## Karriere
Geldmacher startete seine Karriere 1972 und spielte von 1980 bis 1982 für die Kölner Haie. Im Anschluss daran stürmte er in der 2. Bundesliga in Essen, Neuss und Solingen. 1986 beendete er seine Profikarriere und machte den Trainerschein. Seit 2003 ist der gelernte Außenstürmer Präsident der Kölner-Haie-Traditionsmannschaft.